# Personalità della legge
Con l'espressione principio della personalità della legge si definisce una modalità di convivenza fra due tradizioni legislative differenti. Il principio della personalità della legge implica che, in uno stesso ordinamento giuridico, i vari soggetti che ne risultano membri vivano, per quanto riguarda i rapporti privati (matrimonio, rapporti coniugali, successione ecc.), ciascuno secondo il diritto della propria stirpe. Questo può essere inteso sia come privilegio di mantenere i propri ordinamenti, sia in senso afflittivo (es. segregazione razziale o su base etnica o religiosa).
Il diritto moderno è basato, invece, sul principio opposto, detto della territorialità del diritto, per cui ogni nazione stabilisce per tutti i suoi cittadini un ordinamento civile comune.
Il principio della personalità della legge ebbe la sua massima espansione all'epoca delle invasioni barbariche, ma esso si ritrova sempre quando si trovano a convivere su di un territorio popoli con culture radicalmente diverse. In epoca moderna esso fu infatti applicato, in ambito coloniale, dagli inglesi in India e dai francesi in Algeria.